# جاك راسيل (مجدف)
جاك راسيل هو مجدف كندي، ولد في 7 أبريل 1930.

## وصلات خارجية
- جاك راسيل على موقع الاتحاد الدولي للتجديف (الإنجليزية)
- جاك راسيل على موقع أوليمبيديا (الإنجليزية)